# Букер, Джеймс
Джеймс Кэролл Букер III (англ. James Carroll Booker III; 17 декабря 1939, Новый Орлеан, Луизиана, США — 8 ноября 1983, там же) — американский блюзовый пианист, вокалист и автор песен. Известен также под псевдонимами и прозвищами «Литтл Букер», «Чёрный Либераче» и «Байю Махараджа». Номинант Blues Music Awards в номинации «Блюзовый инструменталист» (1984). В мире блюза и госпел-музыки его почитают как непревзойденного виртуоза, чей уникальный стиль игры левой рукой никогда не был превзойден.

## Биография
Джеймс Букер родился в Новом Орлеане в 1939 году в музыкальной семье преподобного Джеймса Харальда Букера и Оры Букер. Его отец и дед были баптистскими священниками и оба были пианистами. Джеймс Букер был музыкальным вундеркиндом, и начал осваивать классическое фортепиано в шестилетнем возрасте и играл на органе в церкви отца. В школе он учился в одном классе со ставшими впоследствии известными музыкантами братьями Артом и Чарльзом Ньюиллами и Аланом Туссеном. В 1949 году родители Джеймса развелись, его мать вышла замуж за Оуэна Чемпейна. В том же году Джеймс был сбит машиной скорой помощи, в результате чего его нога оказалась сломана, что повлекло хромоту до конца жизни. Кроме того, ему сделали инъекцию морфина, что как полагал Букер, послужило в дальнейшем причиной его наркотической зависимости.
На своё десятилетие Джеймс получил саксофон, который тоже освоил (хотя просил он трубу). Но он всё равно концентрировался на фортепиано, в возрасте 11 лет уже выступая с блюзовыми и госпел-композициями на одной из радиостанций Нового Орлеана каждое воскресенье. В следующем году Джеймс Букер закончил музыкальное образование, разучив и исполняя к тому времени все Инвенции и симфонии Иоганна Баха на профессиональном уровне. В 1957 году Джеймс Букер окончил школу.
Как классический пианист Букер предпочитал играть Шопена, Рахманинова и Эрнесто Лекуона. В части собственного стиля некоторые элементы своей игры он позаимствовал у Татса Вашингтона и Эдварда Франка; также он находился под влиянием Профессора Лонгхейра и Рэя Чарльза. Но наиболее важное влияние на стиль Джеймса Букера оказал Фэтс Домино, который вместе с барабанщиком Эрлом Кингом считаются одним из изобретателей бэкбита, синкопированного ритма, в котором акцент падает на слабую, а не на сильную долю. Букер разработал свою версию такого ритма, который называется «грув Букера», в котором смешаны блюз, страйд, госпел и латинская музыка.
Впервые Букер записался в 1954 году, в 14-летнем возрасте на Imperial Records, выпустив сингл «Doin' the Hambone»/«Thinkin' 'Bout My Baby». Несмотря на то, что сингл не имел коммерческого успеха, продюсер сингла Дэйв Бартоломью впоследствии пригласил Букера для фортепианного аккомпанемента в записи Фэтса Домино, чтобы соединить виртуозность Букера с популярным голосом Домино (такой дуэт состоится ещё раз в конце 1960-х). В конце 1950-х Букер создал себе яркий сценический облик, подражая Литтл Ричарду и всю карьеру оставался таким: выбирал эксцентричные костюмы, подъезжал к фестивальной сцене на Роллс-Ройсе и т. п.
В 1958 году пианист Артур Рубинштейн давал концерт в Новом Орлеане, Джеймс Букер был ему представлен и сыграл несколько композиций. Рубинштейн был потрясён, и сказал «Я бы никогда не смог так сыграть…никогда в таком темпе».
С середины 1950-х по 1960-е годы Букер записывался и играл во многих блюзовых и ритм-н-блюзовых коллективах. Так, в 1958—1960 годах он записывался с Ларри Дэвисом, в 1960-м в Чикаго с Джуниором Паркером, в 1960—1961 годах c Эрлом Кингом, затем со Смайли Льюисом, Ллойдом Прайсом дуэтом Shirley & Lee и всё это время он продолжал работу в студийной группе Дэйва Бартоломью.
С 1960 по 1962 Букер записал серию инструментальных синглов на органе для Peacock Records: «Cool Turkey», «Gonzo», «Smacksie», «Kinda Happy», «Tubby», «Cross my Heart» и «Big Nick». «Gonzo» взлетел в чартах и течение недели 5 декабря 1960 года достиг 43-го места в Billboard Hot 100 и 3-го места в Billboard R&B. Это была наивысшая точка карьеры Букера.
Букер продолжал гастролировать и выступать в ночных клубах Нового Орлеана с 1960 по 1967 год. В сентябре 1966 года умерла его сестра, в то время как Букер был вынужден отправиться в тур, в 1967 году умерла его мать. Через несколько недель после её смерти он был арестован возле отеля и ночного клуба Dew Drop Inn за хранение героина, который он начал употреблять в начале шестидесятых. Букер отбыл один год заключения в тюрьме «Ангола». После освобождения в 1968 году он возобновил сессионную работу в Новом Орлеане, включая запись с Фэтсом Домино. В июле 1968 года он записал с Фредди Кингом в Нью-Йорке треки, которые были выпущены в 1969 и 1970 годах.
В 1973 году Букер потерял глаз. Он выдал множество объяснений того, как это произошло: одна история была про мафию, собиравшую долги за наркотики, привязавшую его к стулу и вырвавшую ему глаз. Другая история была про драку с бандой после разногласий со звукозаписывающей компанией (с намёками на участие в ней Ринго Старра). Было несколько других версий, некоторые включали Джеки Кеннеди или ЦРУ. Звезда на его глазной повязке предположительно относилась к Ринго Старру.
В 1973 году Букер выпустил первый альбом «The Lost Paramount Tapes» в студии Paramount Studios (Голливуд, Калифорния, США), с участниками группы Dr. John. Мастер-ленты исчезли из библиотеки студии звукозаписи Paramount, но в 1992 году была обнаружена копия миксов, сделанных примерно во время записей, что привело к выпуску CD на лейбле DJM Records. Затем Букер играл на органе в гастрольной группе Dr. John’s Bonnaroo Revue в 1974 году, а также в течение этого периода появлялся в качестве сайдмена на альбомах Ринго Старра, Джона Мейолла, Би Би Кинга, Ареты Франклин, Ллойда Прайса, The Doobie Brothers, Марии и Джеффа Малдор и многих других звёздных музыкантов.
Выступление Букера на джазовом фестивале New Orleans Jazz and Heritage Festival 1975 года принесло ему контракт на запись с Island Records. Его альбом «Junco Partner», был спродюсирован Джо Бойдом, который ранее записывал Букера на сессиях для записей Muldaur. В январе 1976 года Букер ненадолго присоединился к Jerry Garcia Band, отыграв два концерта в Пало-Альто (Калифорния, США).
В 1977 и 1978 году Джеймс Букер гастролировал в Европе и несколько концертов были профессионально записаны, а некоторые также были сняты для телевизионной трансляции. Несколько альбомов с записью концертов вышли на разных лейблах. Альбом «New Orleans Piano Wizard: Live!», который был записан во время его выступления на «Boogie Woogie and Ragtime Piano Contest» в Цюрихе (Швейцария), выиграл Grand Prix du Disque de Jazz, престижную награду ассоциации любителей джаза и блюза Académie Charles Cros. Он также играл на джазовых фестивалях в Ницце и Монтрё в 1978 году и записал сессию для BBC в то же время. Запись под названием «Let’s Make A Better World!», сделанная в Лейпциге в тот период, стала последней пластинкой, выпущенной в ГДР.
С 1978 по 1982 год Джеймс Букер был штатным пианистом бара Maple Leaf в районе Кэрролтон в верхней части Нового Орлеана. Записи этого периода были выпущены как «Spiders on the Keys» и «Resurrection of the Bayou Maharajah». После своего успеха в Европе Букер, вынужденный выступать на гораздо более низком уровне общественного признания, начал ощущать депрессию. Это стало «разрушительным» для Букера по мнению режиссёра Лили Кебер, снявшей документальный фильм о музыканте, поскольку он осознавал свой собственный талант.
Последняя коммерческая запись Букера, сделанная в 1982 году, называлась «Classified» и, по словам продюсера Скотта Биллингтона, была завершена за четыре часа. К этому времени физическое и психическое состояние Букера значительно ухудшилось. В конце октября 1983 года кинорежиссёр Джим Габур запечатлел последнее концертное выступление Букера для серии о музыкальной сцене Нового Орлеана. Серия под названием «Music City» транслировалась на Cox Cable и включала кадры из бара Maple Leaf в Новом Орлеане и импровизацию продолжительностью шесть с половиной минут под названием «Seagram’s Jam».
8 ноября 1983 года Джеймс Букер умер сидя в инвалидном кресле в отделении неотложной помощи в New Orleans' Charity Hospital. Причиной смерти стала почечная недостаточность, связанная с хроническим злоупотреблением героином и алкоголем.
В 2013 году вышел документальный фильм о Джеймсе Букере «Bayou Maharajah: The Tragic Genius of James Booker».

## Отзывы о творчестве
Пианист Доктор Джон отозвался о Букере как «Лучший чёрный одноглазый гей-наркоман и гений пианино, которого когда-либо рождал Новый Орлеан».
По словам пианиста Джошуа Пэкстона: «С точки зрения музыканта или пианиста он важен, потому что он придумал, как делать то, чего никто не делал раньше, по крайней мере, в контексте ритм-энд-блюза… По сути, он придумал, как делать много вещей одновременно и заставить фортепиано звучать как целая группа. Это Рэй Чарльз на уровне Шопена. Это вся душа, весь грув и вся техника во вселенной, упакованные в одного невероятного исполнителя… Теперь я могу с уверенностью сказать, что это пианистический опыт, не похожий ни на какой другой. Он изобрел совершенно новый способ играть блюз и музыку, основанную на блюзовых корнях на фортепиано, и это было умопомрачительно блестяще и красиво».
Алан Туссен сказал что: «В его игре есть несколько примеров, которые очень необычны и очень сложны, но грув никогда не приносится в жертву сложности. При всём этом драйве его музыке там были сложности, которые… решались какой-то экстремальной технической акробатикой пальцев, что делало его музыку необыкновенной, насколько я могу судить. И, что самое главное, она всегда ощущалась замечательной… Он был необыкновенным музыкантом, как в плане души, так и в плане грува… Он был просто потрясающим музыкантом».
«Левая рука Букера была просто феноменальной, часто становясь проблемой для басистов, которые вынуждены были бежать куда-нибудь, чтобы не мешаться; с её помощью он успешно соединял джазовые и ритм-энд-блюзовые традиции Нового Орлеана, добавив для пущей убедительности немного госпела».
По словам Тима Ричардса, британского джазового пианиста, композитора и педагога: «Букер известен своими дьявольски сложными паттернами для левой руки собственной разработки, что позволило ему играть басовый паттерн четвёртым и пятым пальцами левой руки и аккордовый аккомпанемент тремя оставшимися пальцами, оставляя правую руку свободной для исполнения мелодии или импровизации. В сочетании с необычайной независимостью рук это часто звучит так, будто у него три руки. Есть теория, что он развил этот стиль игры в результате игры на органе в юности. Вместо того, чтобы играть басовые ноты ногами на педалях органа, он нашел способ играть их на клавишах фортепиано под центральными аккордами левой руки».
«В то время как Лонгхейр в основном создавал свой грув синкопированной правой рукой, играя простую буги-басовую линию левой руки, Букер, играя только левой рукой, объединял ритмические элементы из джаза и R&B Нового Орлеана в уникальный грув в восемь долей в такте с сильным драйвом басовой линии и заполненными аккордовыми прогрессиями. Более того, его техника была намного лучше, что позволяло ему впитывать и интегрировать в свою музыку гораздо большее разнообразие источников и стилей и не в последнюю очередь классическую музыку».

## Дискография (как лидер)

### Синглы
- 1954, «Doin' the Hambone» / «Thinkin' 'Bout My Baby», Imperial Records
- 1958, «Open the Door» / «Teenage Rock», Ace Records: 547
- 1960, «Gonzo», Peacock Records: 5-1697[sic], FR1061

### Студийные альбомы
- Lost Paramount Tapes (DJM, 1974)
- Junco Partner (Hannibal, 1976)
- Classified (Demon, 1982)

### Концертные альбомы
- The Piano Prince Of New Orleans (Black Sun Music, 1976)
- Blues And Ragtime From New Orleans (Aves, 1976)
- James Booker Live! (Gold, 1978)
- New Orleans Piano Wizard: Live! (Rounder, 1987)
- Resurrection of the Bayou Maharajah (Rounder, 1993)
- Spiders on the Keys (Rounder, 1993)
- Live at Montreux (Montreux Sounds, 1997)
- United Our Thing Will Stand (Night Train International, 2000)
- A Taste Of Honey (Night Train International, 2006)
- Manchester '77 (Document, 2007)
- Live From Belle Vue (Suncoast Music, 2015)
- At Onkel Pö's Carnegie Hall Hamburg 1976 Vol. 1 (Jazz Line, 2019)
- True — Live at Tipitina’s — 04/25/78 (Tipitina’s Records, 2021)

### Сборники
- King Of New Orleans Keyboard Vol. 1-2 (JSP, 1984-85)
- Mr. Mystery (Sundown, 1984)
- Let’s Make A Better World (Amiga, 1991)
- The Lost Paramount Tapes (DJM, 1995)
- More Than All The 45s (Night Train International, 1996)
- New Orleans Keyboard King (Orbis, 1996)